# Гірничопідготовчі роботи
Гірничопідгото́вчі робо́ти (рос.горно-подготовительные работы, англ. development operations) — гірничі роботи, що проводяться з метою підготовки родовища або його частини для видобування корисних копалин.
Гірничопідготовчі роботи — комплекс гірничо-будівельних робіт, метою яких є своєчасне відтворення фронту очисної виїмки (розробки) корисних копалин на шахтах і кар'єрах, захист від гірничодинамічних проявів (викидів вугілля, породи і газу, гірничих ударів і т. д.) і дорозвідка запасів корисних копалин, які готуються до розробки.

## Завдання робіт
Гірничопідготовчі роботи проводяться з метою підготовки до розробки розкритої частини родовища.

## Види робіт
До гірничопідготовчих робіт належать:
- розкривні роботи (крім гірничо-капітальних),
- роботи з планування денної поверхні,
- проведення в'їзних траншей, призначених для підготовки запасів на розміщених нижче горизонтах,
- роботи з проведення розкривних та розрізних траншей,
- роботи з розміщення розкривних порід і пустих порід, що виникли від збагачення, та некондиційної мінеральної сировини у відвалах кар'єрів.

- При в і д к р и т і й р о з р о б ц і Г.-п.р. включають проведення експлуатаційних траншей.

- При п і д з е м н і й р о з р о б ц і корисних копалин для вугільних пластів будь-якої потужності з кутами падіння до 10о передбачено погоризонтний спосіб підготовки. На пластах з кутами падіння 11-18о, а також горизонтальних зі складною конфігурацією шахтного поля — панельний спосіб.

Для похилих тонких, середньої потужності і потужних пластів з кутами падіння 18-35о передбачено поверховий спосіб підготовки, без розділення або з розділенням поверху на підповерхи. При розробці потужних пластів панельні, головні і поверхові виробки проводяться по вмісних породах. Рудні тіла, що залягають під кутом 15-20о, готують звичайно панельним способом, а під кутом більше 15-20о — поверховим.

## Джерело
Положення про проектування гірничодобувних підприємств України та визначення запасів корисних копалин за ступенем підготовленості до видобування.